# MV Sagittarii
MV Sagattarii är en eruptiv variabel av RCB-typ (RCB) i stjärnbilden Skytten.
Stjärnan har magnitud +12,0 och når i förmörkelsefasen ner till +16,05.